# Zuzu Angel
|  | Per a altres significats, vegeu «Zuzu Angel (pel·lícula)». |

Zuleika Angel Jones, coneguda professionalment com Zuzu Angel   (Curvelo, 5 de juny de 1921 - Rio de Janeiro, 14 d'abril de 1976), va ser una dissenyadora de moda brasilera-estatunidenca, que es va fer famosa per oposar-se a la dictadura militar brasilera després de la desaparició forçada del seu fill, Stuart. També va ser la mare de la periodista Hildegard Angel.
En 2014 la Comissió Nacional de la Veritat —creada per recollir i revisar la informació sobre els crims comesos durant els anys del règim militar, secundat per la CIA— un ex agent de la repressió militar anomenat Cláudio Antônio Guerra, va confirmar la participació d'agents de l'aparell de seguretat en la mort d'Angel.

## Vida i carrera
Zuzu Angel va néixer el 5 de juny de 1921 a Curvelo, el Brasil. Sent encara una nena, es va traslladar a Belo Horizonte, i més tard va viure a Bahia. La cultura i els colors de Bahía van influir significativament en l'estil de les creacions d'Angel. El 1947 se'n va anar a viure a Rio de Janeiro, llavors capital del Brasil.
En la dècada de 1950 Angel va començar a treballar com a costurera, normalment confeccionant roba per a familiars pròxims. A principis dels anys setanta, va obrir una botiga en Ipanema, al mateix temps que començava a exposar les seves peces en les passarel·les americanes. En les seves exposicions de moda, sempre va aprofitar l'alegria i la riquesa dels colors de la cultura brasilera, fent-se un buit en el món de la moda de la seva època.

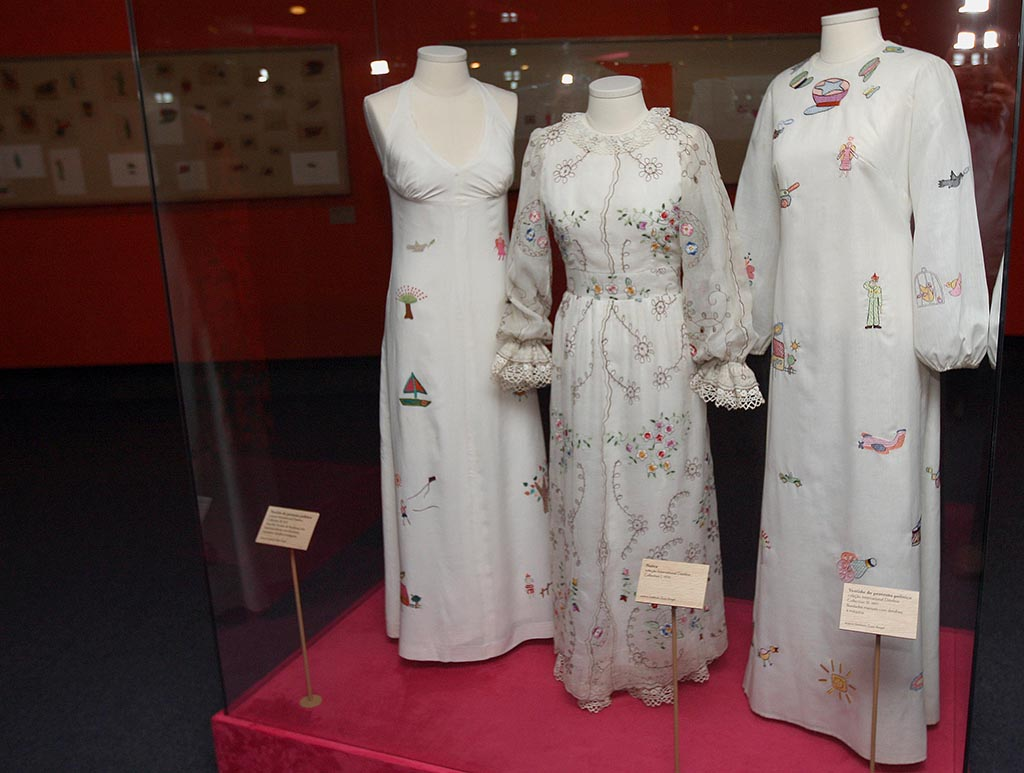
Vestits de Zuzu Angel en l'exposició sobre la trajectòria de l'estilista, a Brasília. Foto: Luiz Murauskas / Ministério da Cultura

A principis de la dècada del 70 la seva carrera es consolida inaugurant una boutique a Ipanema, un dels barris més benestants de Rio, conjuntament comença a exhibir les seves col·leccions en passarel·les nord-americanes, en un context on el disseny internacional estava dominat, gairebé completament, per figures masculines.
En un país on la moda es proveïa d'estils importats, especialment de França, Zuzu va ser una pionera i pràcticament una transgressora, assumint el seu propi país com a font d'inspiració. Va ser la primera dissenyadora a utilitzar referències visuals i culturals amb motius brasilers com a temàtica en les seves creacions de moda. El seu èxit va tenir abast internacional.
Angel es va casar amb un venedor estatunidenc, Norman Angel Jones, i l'11 de gener de 1946 van tenir un fill, Stuart.

## Desaparició forçada de Stuart Angel

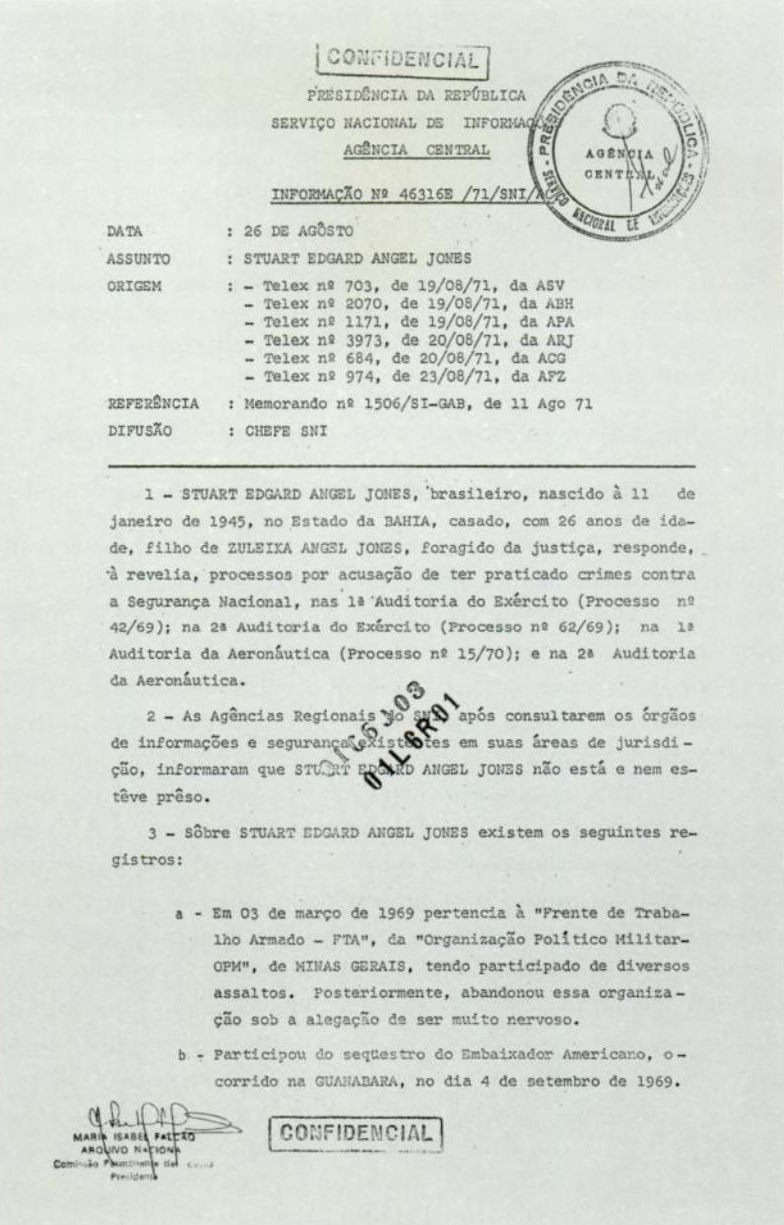
Document del SNI sobre Stuart, 1971

Stuart Angel era estudiant de grau en la Facultat d'Economia de la Universitat Federal de Rio de Janeiro quan es va unir al grup guerriller urbà d'esquerres Moviment Revolucionari 8 d'Octubre (MR-8). Era conegut pels seus companys de guerrilla amb els noms en clau de "Paulo" i "Henrique". Es va casar amb la seva companya de militància Sônia Maria Morais Angel Jones, que moriria més tard sota la custòdia de la policia política de la dictadura militar.
Stuart va ser detingut en el barri de Grajaú, Rio de Janeiro, prop de l'Av. 28 de Setembro, al voltant de les 9 del matí del 14 de juny de 1971, per agents del Centro de Informações da Aeronáutica (CISA). A continuació, va ser portat sota custòdia a la caserna general del CISA, on pel que sembla va ser torturat. Segons el pres polític Alex Polari, que va afirmar haver presenciat l'incident, Stuart va ser llavors lligat a la part posterior d'un jeep amb la boca pegada al tub d'escapament del vehicle i arrossegat pel pati de la base de la Força Aèria, la qual cosa va provocar la seva mort per asfíxia i intoxicació per monòxid de carboni. El seu cos mai va ser trobat.

### Conseqüències
Alex Polari va escriure una carta a Zuzu Angel explicant les circumstàncies de la mort del seu fill. Basant-se en la carta de Polari i en altres proves, Ángel va informar de l'assassinat a Ted Kennedy, qui va revelar el cas durant un discurs en el Senat dels Estats Units. Angel també va lliurar al llavors Secretari d'Estat dels Estats Units, Henry Kissinger, una carta que ella mateixa va escriure, una traducció de la carta de Polari, i un exemplar del vintè volum del llibre Història de la República Brasilera, de Hélio Silva, en el qual es parla de la mort de Stuart. Segons Silva, entre les reaccions del règim a les protestes de la comunitat estatunidenca-brasilera es troben la destitució i posterior retir del brigadier João Paulo Burnier, a qui Polari va acusar de ser responsable de la mort de Stuart, i la destitució del llavors ministre de la Força Aèria, Márcio de Sousa Melo.

## Mort
Zuzu Angel va morir en un accident de cotxe el 14 d'abril de 1976. La seva mort sobtada va aixecar sospites d'una major implicació del govern; el cas va ser investigat per la Comissão de Mortos e Desaparecidos Políticos, amb el número de procés 237/96, que va trobar moltes raons per a dubtar de la versió oficial dels fets.
En 2014 es va confirmar la implicació d'agents del règim de repressió militar al Brasil en la seva mort. Un ex agent anomenat Cláudio Antônio Guerra, va escriure el llibre Memórias de uma Guerra Suja, en el qual detalla diversos crims en els quals va participar i també va revelar detalls sobre fets històrics de l'època, entre ells l'Atemptat del Primer de Maig de Riocentro, la mort de Zuzu Angel i altres.
Cláudio Antônio Guerra, que va ser director del Departament d'Ordre Polític i Social, conegut com DOPS, departament notori per la implicació en tortures, execucions extrajudicials i desaparicions forçades, va assenyalar la presència en el lloc de l'accident, en el moment en què es va produir, del coronel de l'exèrcit Freddie Perdigão, agent de la repressió i conegut torturador. En una foto presa al lloc de l'accident en el que va morir l'estilista, es veu a Freddie Perdigão dempeus prop del cotxe, com si fos un transeünt. La foto havia estat presa el 14 d'abril de 1976 i va ser publicada per la premsa el dia del desastre, però Perdigão no havia estat identificat a la foto fins que Guerra el va identificar davant els membres de la Comissió.

## Homenatges
Un any després de la seva mort, Chico Buarque va retre homenatge a Zuzu Angel en la lletra del tema "Angélica", "Qui és aquesta dona / Qui sempre canta aquesta tornada? / Només volia rockejar al meu fill / Que viu en la foscor de la mar ".
En 1988, l'escriptor José Louzeiro escriu el poema Em carne viva, amb personatges i situacions que recorden el drama de Zuzu Angel.
En 1993 Hildelgard Angel, filla menor de la dissenyadora funda a Rio de Janeiro, l'Institut Zuzu Angel (IZA), que és el primer curs superior de moda del país i avui una important institució d'ensenyament.
En 2006 es va estrenar la pel·lícula "Zuzu Angel", dirigida per Sérgio Rezende i protagonitzada per Luana Piovani. La pel·lícula relata la història de Zuzu i especialment la seva lluita per a obtenir justícia per l'assassinat del seu fill.
El 2014 va tenir lloc a São Paulo l'exposició "Ocupação Zuzu". A més de les peces de roba originals de la dissenyadora, cartes, documents i objectes, es van promoure tallers educatius, cicle de xerrades i mostra de pel·lícules.
En virtut de la Llei Federal núm. 13433, de 2017, el Congrés Nacional del Brasil va decretar la inscripció de Zuzu Angel en el Llibre dels Herois i Heroïnes de la Pàtria, un memorial cenotàfic situat dintre del Panteó de la Pàtria i de la Llibertat Tancredo Neves de Brasília, creat per honorar la memòria de les persones que millor van servir en la construcció i defensa del país.
El túnel on va ocórrer el tràgic decés de Zuzu a la ciutat de Rio de Janeiro va ser batejat amb el seu nom en homenatge.